# Ángel Fernández-Santos
Ángel Fernández-Santos de Blázquez (Los Cerralbos, Toledo, 1934-Madrid, 6 de juliol de 2004) va ser un crític de cinema, guionista i ocasional escriptor espanyol.
Reconegut en el seu temps com un dels analistes cinematogràfics espanyols més rellevants, va representar per a molts afeccionats la figura de crític total: literari, culte, compromès i insubornable.

## Biografia
És germà del filòsof i escriptor Francisco Fernández-Santos (1928) i pare de la periodista Elsa Fernández-Santos.
Fill d'un mestre d'escola, es va instal·lar en Madrid el 1950 per a llicenciar-se en Dret, la qual cosa va aconseguir, i va iniciar estudis de Filosofia i Lletres, sense acabar-los, i de Direcció en la Escola Oficial de Cinematografia el 1964, però va ser expulsat d'aquesta última el 1968 per les seves activitats polítiques esquerranes. Militant del PSOE, va abandonar el partit quan aquest es va declarar no marxista i sempre es va definir com trotskista.
Va freqüentar les tertúlies, després llegendàries, dels Rafael Azcona, Rafael Sánchez Ferlosio i, especialment, la d'Ignacio Aldecoa.
Va ser crític de cinema i teatre a Índice, Insula i Primer Acto, però sobretot, i des de 1964 a 1971, a Nuestro Cine, de la qual va ser secretari de redacció, i en el periòdic Diario 16, entre altres publicacions, i crític titular del diari de gran tirada El País, on va treballar regularment des de 1982 fins a la seva mort; també va col·laborar a Casablanca i Nosferatu i, amb els pseudònims d' Ángel Bernal i Gonzalo Dueñas, a Cuadernos del Ruedo Ibérico. Es autor dels assaigs Maiakovski y el cine (1974) i Más allá del Oeste (1988); gran part de les seves crítiques cinematogràfiques (de 1965 a 2004) han estat recollides a La mirada encendida (2008).
Va crear un recognoscible i imitat estil a l'hora de criticar les estrenes i les jornades festivaleras de les més importants cites europees (Festival de Cannes, Festival de Berlín, Festival de Venècia, Festival de Sant Sebastià) i, encara que es va prodigar poc, va resultar ser un dels guionistes més rellevants de la història del cinema espanyol, perquè és autor, o coautor, dels llibrets per a Víctor Erice d' El espíritu de la colmena (1972) i El sur (no acreditat i no finalitzat), però sobretot per a Francisco Regueiro a les seves Las bodas de Blanca (1975), Padre nuestro (1985), Diario de invierno (1988) i Madregilda (1993), entre d'altres, films en els quals els seus directors van saber canalitzar gran part del seu caràcter progressista, "valleinclanià", pedagògic, esperpèntic i interessat en la memòria, la família, la cultura, la política.
També va escriure un musical per a Karina, En un mundo nuevo (1972), dirigit per Fernando García de la Vega i Ramón Torrado.
Va morir de càncer en 2004, poc després d'haver rebut el premi del Cercle d'Escriptors Cinematogràfics.

## Obra
- amb diversos autors: El cine (Buru Lan Ediciones, 1972)[3]
- Maiakovski y el cine (Tusquets Editores, 1974)
- Más allá del oeste (Ediciones El País, 1988)
- La mirada encendida (Editorial Debate, 2007)